# Myriam Moraly
Pour les articles homonymes, voir Moraly.
Myriam Moraly est une actrice, réalisatrice et scénariste française.

## Filmographie

### Réalisatrice et scénariste
- 2008 : Cinq sur l'échelle de Richter
- 2010 : Jeux de mains, court métrage

### Actrice
- 1998 : Quand un ange passe (téléfilm) : Julie
- 1998 : Passion interdite (téléfilm) : Manon
- 1999 : Tramontane (série) : Clo Lansac
- 2000 : Des monstres à l'état pur (téléfilm) : Chloé
- 2000 : Beauté fatale (téléfilm) : Maureen
- 2001 : Chère Marianne (série) : Fanny
- 2003 : Le juge est une femme (série) : Laetitia Milano
- 2004 : La Première Fois que j'ai eu 20 ans : Judith
- 2005 : La Crim' (série, saison 7) : Julia Tadev
- 2006 : David Nolande (série, saison 1) : Maria
- 2008 : Mitterrand à Vichy (téléfilm) : Irène Dayan
- 2009 : Pigalle, la nuit (série, saison 1) : Juliette
- 2010 : V comme Vian (téléfilm) : Juliette Gréco
- 2013 : Section de recherches (série) : Sandra
- 2014 : Origines de Jérôme Navarro : Raphaëlle Legendre

## Théâtre
- 2001 : William Pig, le cochon qui avait lu Shakespeare de Christine Blondel, mise en scène David Géry, Comédie de Picardie, Le Phénix
- 2005 : C'est jamais facile de Jean-Claude Islert, mise en scène Jean-Luc Moreau, Théâtre Michel : Julie